# Laci
|  | Aquest article tracta sobre regió d'Itàlia. Si cerqueu regió històrica, vegeu «Latium». |

Mapa de la regió del Laci (Itàlia) i les seves províncies

El Laci (en italià Lazio) és una regió de la Itàlia central al voltant de la ciutat de Roma, que n'és la capital. Té una superfície de 17.203 km² i una població de 5.891.750 habitants (2016), amb una densitat de 341 hab/km². El componen les províncies de Frosinone, Latina, Rieti i Viterbo, i la ciutat metropolitana de Roma capital.
S'estén per la plana del Tíber, i està limitada al nord pels Apenins i els Abruços; conté els llacs de Bolsena i Bracciano. Dins el Laci hi ha una part del parc nacional dels Abruços, el Laci i Molise. La regió té agricultura a les planes, i indústria als voltants de Roma; el turisme hi és una font d'ingressos molt rellevant.
Limita al nord-oest amb la Toscana, al nord amb l'Umbria, al nord-est amb les Marques, a l'est amb els Abruços i el Molise, al sud-est amb la Campània, a l'oest lloc està banyada pel mar Tirrè. A l'interior es troba el petit enclavament de la Ciutat del Vaticà.
La regió va ser el bressol del poble llatí, avantpassat dels antics romans, poble anomenat així perquè s'havia establert en un territori latus ('ample' en llatí). Durant l'època d'August va ser la regió principal d'Itàlia, i d'ençà dels temps de Pius II i Pau II la regió va seguir totes les peripècies de la història del Papat i, en època moderna, la de l'estat italià.
El Laci és important en la cultura italiana pels seus continguts històrics, artístics, arqueològics, arquitectònics, religiosos i, en general, culturals. L'immens patrimoni de la ciutat de Roma, tot i que potser és el més conegut, és només un de més entre els nombrosos exemples que es troben en els centenars de ciutats, pobles, esglésies, monestirs, monuments i altres llocs de la regió.